# Teatro Pradillo

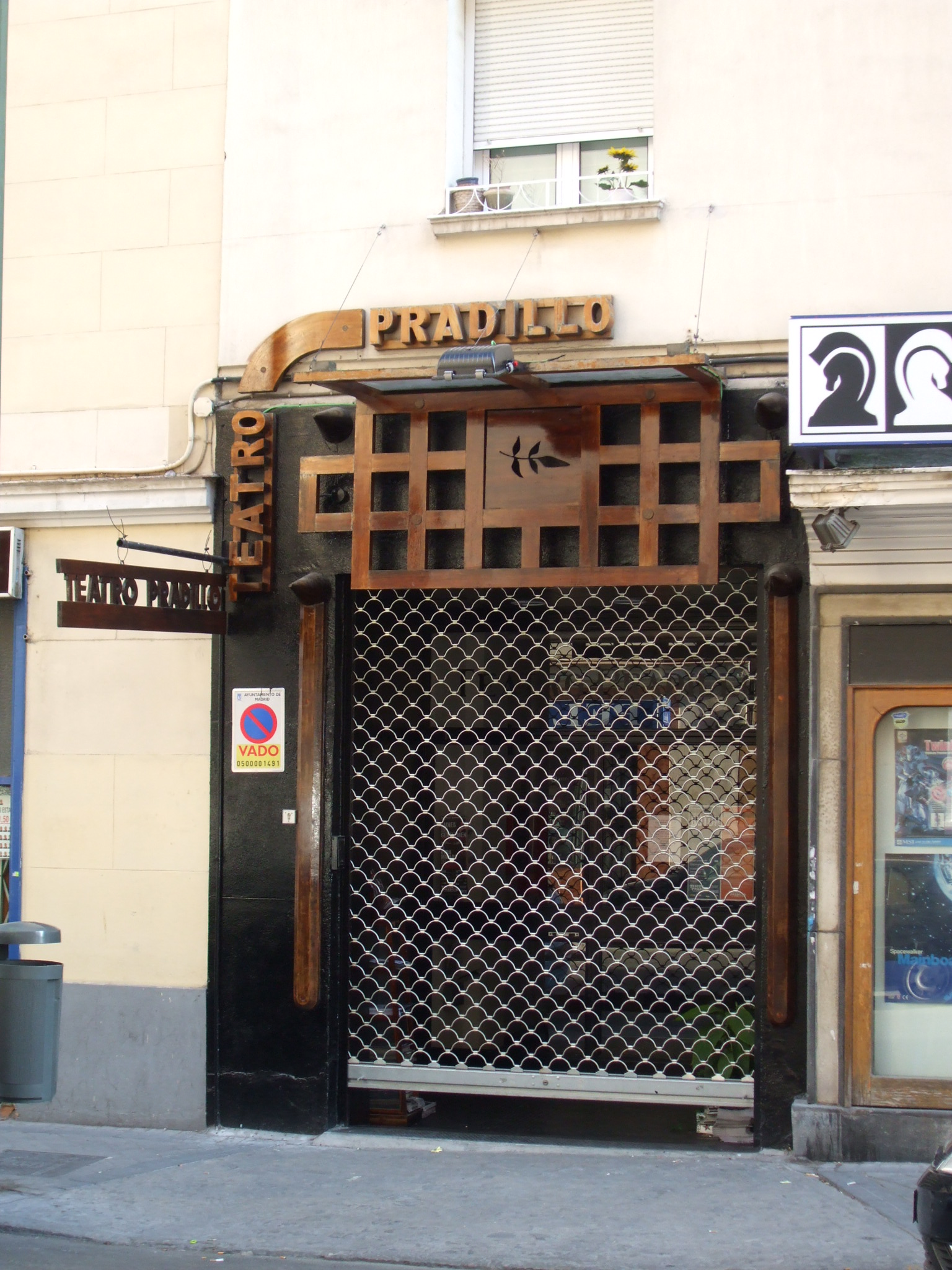
Entrada al café-teatro.

El Teatro Pradillo es una sala de teatro situada en la calle Pradillo 12, en el barrio de Prosperidad del distrito de Chamartín de Madrid. El teatro ocupa un antiguo local de SEUR que fue adquirido por componentes de la Compañía La Tartana Teatro. Bajo la dirección conjunta de Juan Muñoz Rebollo y Carlos Marquerie se inauguró el 29 de octubre de 1990 con la representación de "Los hombres de piedra" de Antonio Fernández Lera.
La sala tiene un aforo de 121 espectadores y una zona de representación de 2 m embocadura x 10 m fondo x 3,5 m altura. Las paredes de hall están decoradas por Eva Solano.
Aunque independiente ha recibido el apoyo de administraciones como el INAEM. Su programación se integra en varias de las actividades realizadas por el Ayuntamiento de Madrid, como Los Veranos de la Villa o el Festival de Otoño, pero sin renunciar a su independencia. Forma parte de la Red de Teatros Alternativos de España junto con DT Espacio Escénico, La Nave de Cambaleo, Sala Cuarta Pared, Sala El Montacargas, Sala Tarambana, El Canto de la Cabra, Teatro Gurdulú y Teatro Lagrada.
Además de las diferentes producciones, el Pradillo cuenta con varios espacios fijos, como el Taller de títeres, celebrado en diciembre, o el Ciclo Autor, enmarcado en el festival Escena Contemporánea, bajo la dirección de Vicente León.

## Premios
- Premio Max al mejor espectáculo infantil : Frankenstein otorgado a la Compañía la Tartana en 1998[3]
- I Premio Basilio Gassent a la promoción del teatro vocacional, otorgado por la Asociación Andaluza Casa de Córdoba en Madrid al Teatro Pradillo en 2000
- Premio Max de nuevas tendencias escénicas al Teatro Pradillo en 2006[4]
- Premio Max de la crítica a la Coordinadora de Salas Alternativas en 2006

## Algunas obras representadas
- La tres cerditos de Rodrigo García (1994)
- El Niño y los Sortilegios, por la Compañía La tartana (2005)
- Todos los buenos espías tienen mi edad, por Juan Domínguez (2005)
- Silencio, por Elena Córdoba (2005)
- Rois, por Cècile Loyer (2005)
- Jewees Tattoess por Marisa Carnesky (2005)
- Los cinco sentidos por la Compañía Selene Muñoz (2008)
- Reencuentros 2008 por la Compañía Joaquín Ruiz (2008)
- ConCierto gusto por la Compañía Rafaela Carrasco (2008)
- Chanta la Mui II, Complot por la Compañía Olga Pericet, Daniel Doña y Marco Flores (2008)